# Bäcklansmossa
Bäcklansmossa (Didymodon spadiceus) är en bladmossart som beskrevs av Limpricht 1888. Bäcklansmossa ingår i släktet lansmossor, och familjen Pottiaceae. Enligt den svenska rödlistan är arten sårbar i Sverige. Arten förekommer i Götaland, Gotland, Öland och Svealand. Artens livsmiljö är våtmarker, skogslandskap. Inga underarter finns listade i Catalogue of Life.